# Pseudobombax grandiflorum
Pseudobombax grandiflorum là một loài thực vật có hoa trong họ Cẩm quỳ. Loài này được (Cav.) A.Robyns miêu tả khoa học đầu tiên năm 1963.